# 布盧芒德鎮區 (密蘇里州利文斯頓縣)
布盧芒德鎮區（英語：Blue Mound Township）是位於美國密蘇里州利文斯頓縣的一個行政鎮區。

## 地方資料
布盧芒德鎮區的面積為110.11平方千米，當中陸地面積為109.57平方千米，而水域面積為0.54平方千米。根據2020年美國人口普查的數據，當地共有人口445人，而人口密度為每平方千米4.04人。